# Преображенка (Катангский район)
Преображенка — село в Катангском районе Иркутской области. Центр Преображенского муниципального образования. В 1926—1929 годах было центром Преображенского района.

## География
Село стоит на реке Нижняя Тунгуска в 140 км к югу от Ербогачёна.

## Население
| 2002 | 2010 | 2011 | 2012 |
| ---- | ---- | ---- | ---- |
| 561  | ↘440 | ↘438 | ↘430 |

По данным Всероссийской переписи населения 2010 года население НП составило 440 человек, из них 218 мужчин и 222 женщины.

## Известные уроженцы, жители
- Жарников, Василий Павлович (1911—1966) — советский военачальник, генерал-майор авиации.